# David Geffen Hall
El David Geffen Hall es una sala de conciertos del complejo Lincoln Center for the Performing Arts de Nueva York, en el Upper West Side de Manhattan. El auditorio, con capacidad para 2.200 personas, se inauguró en 1962 y es la sede de la Orquesta Filarmónica de Nueva York.
Las instalaciones, diseñadas por Max Abramovitz, se llamaban originalmente Philharmonic Hall y fueron rebautizadas Avery Fisher Hall en honor del filántropo Avery Fisher, que donó 10,5 millones de dólares (69 millones de dólares actuales) a la orquesta en 1973. En noviembre de 2014, los responsables del Lincoln Center anunciaron que el nombre de Fisher se retiraría de la sala para poder vender los derechos de denominación al mejor postor como parte de una campaña de recaudación de fondos de 500 millones de dólares para remodelar la sala. En 2015, la sala adquirió su nombre actual después de que David Geffen donara 100 millones de dólares al Lincoln Center.

## Galería

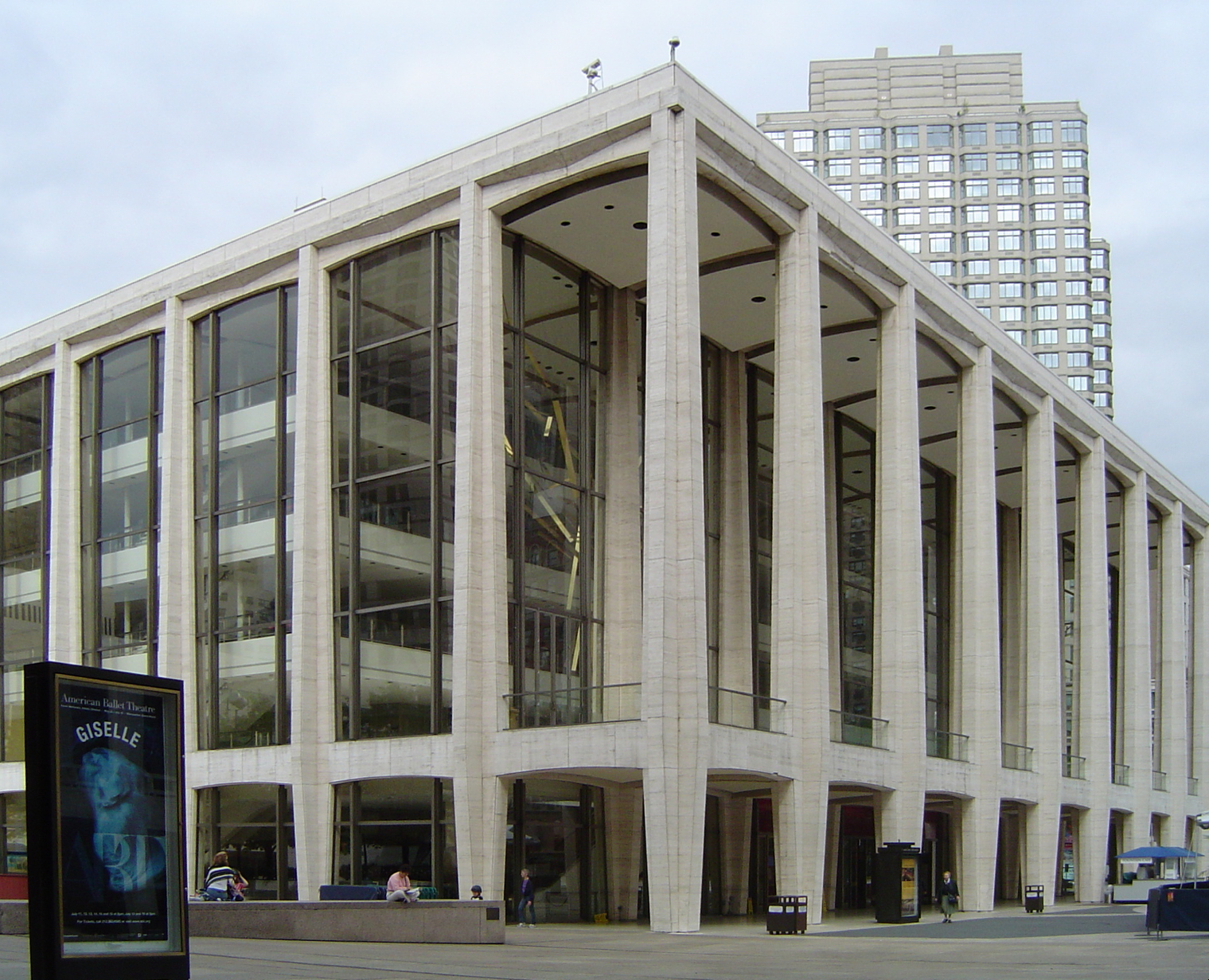
Vista exterior del edificio.
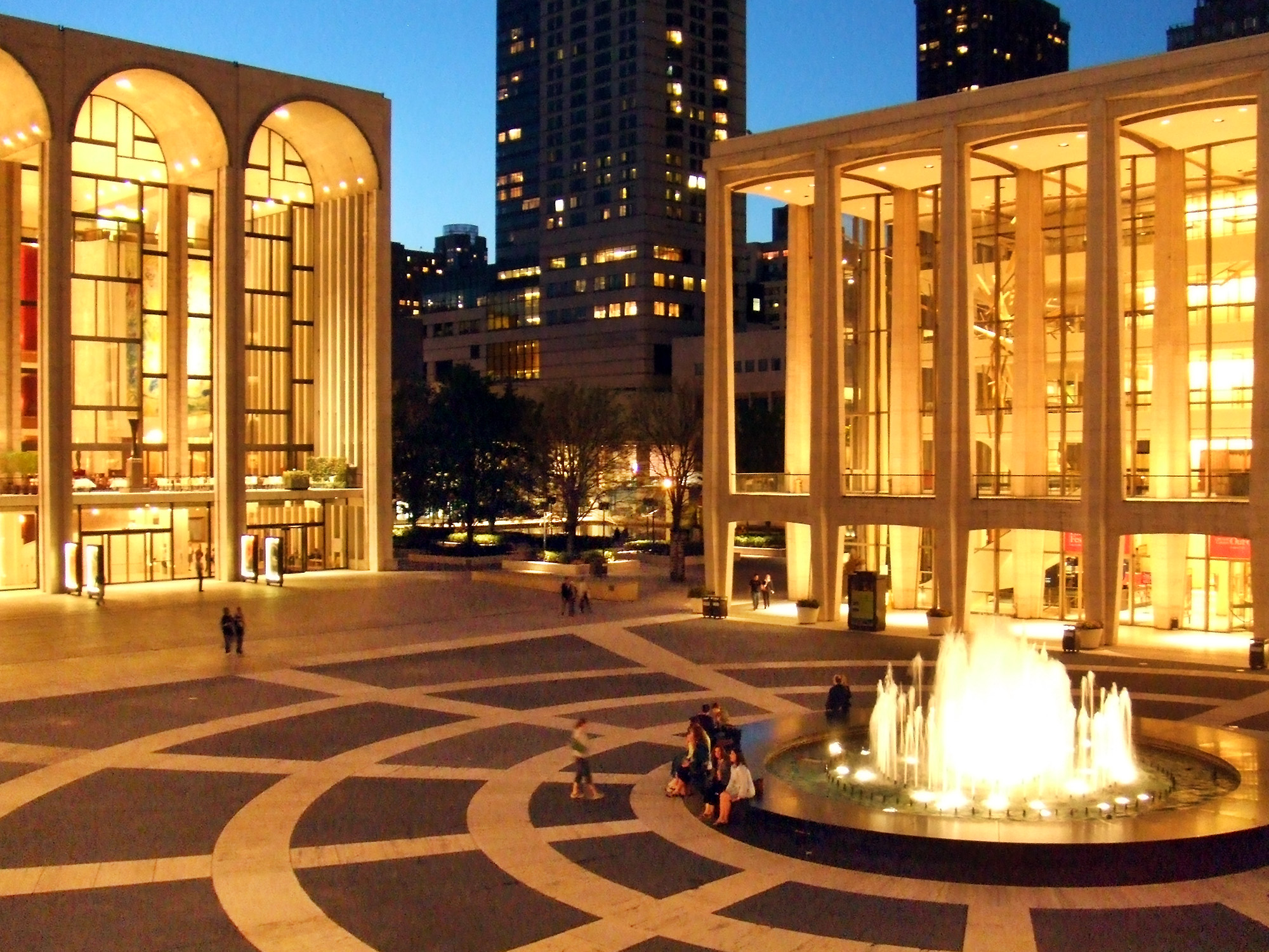
Exterior enfrentado a la plaza y al Metropolitan Opera.
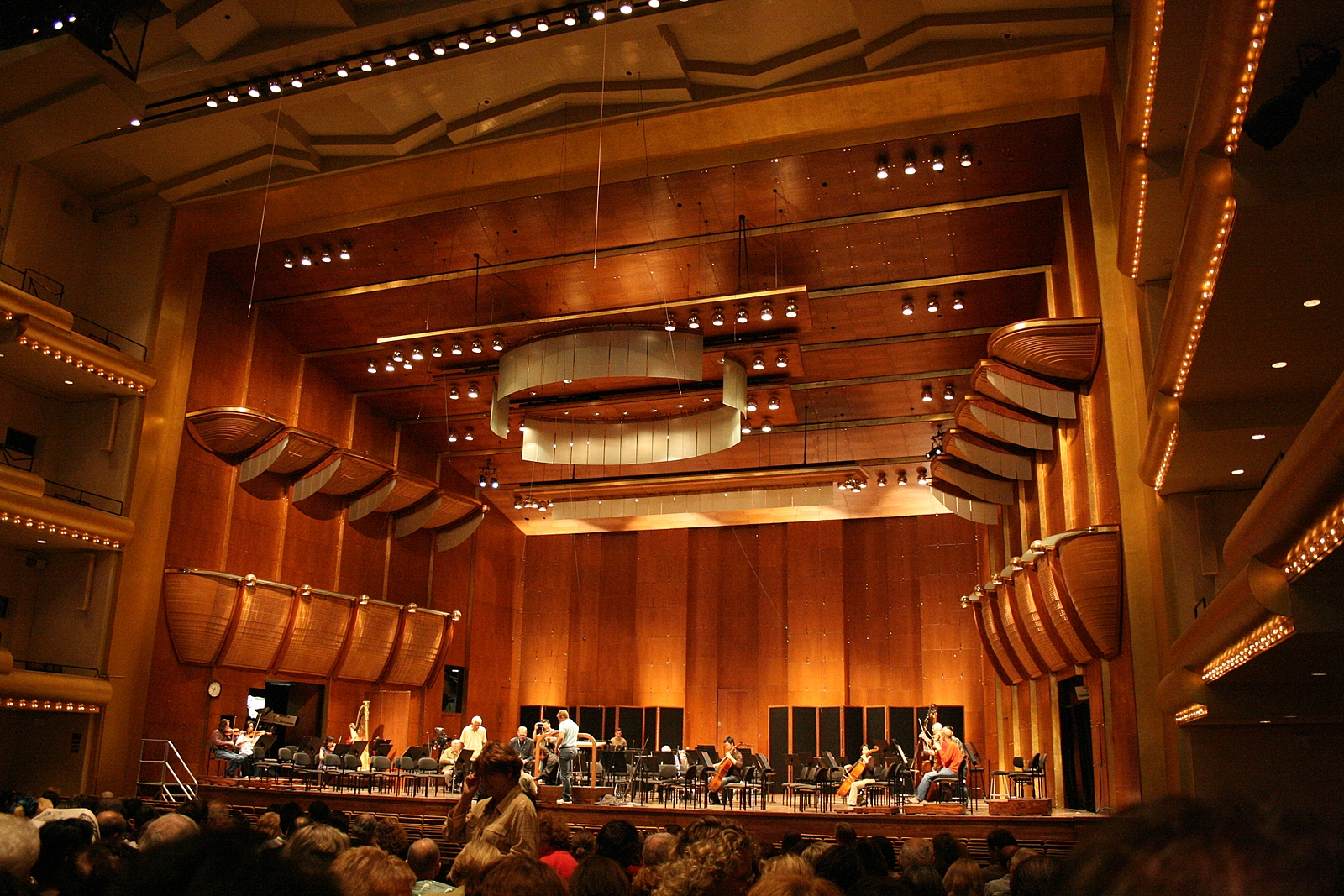
El interior del Avery Fisher Hall (antes de la remodelación de 2022).